# Satan (videogioco)
Satan è un videogioco a piattaforme di combattimenti contro creature demoniache, pubblicato nel 1989-1990 per i computer Amiga, Amstrad CPC, Atari ST, Commodore 64, MSX, PC (PC booter) e ZX Spectrum dalla Dinamic Software.

## Trama
Un mondo fantastico è stato sottomesso dalle forze di Satana dopo che queste hanno imprigionato i maghi che governavano il mondo. Un eroe guerriero, per fermare il male, deve prima acquisire i poteri di mago (la copertina originale, opera di Luis Royo basata su bozza di Ricardo Machuca, mostra appunto un guerriero che si trasforma in mago). Per far questo deve avventurarsi in un luogo roccioso e pieno di creature ostili per ottenere tre pergamene, ciascuna difesa da un Tam Lin, enorme creatura con l'aspetto di uno scheletro preistorico. Divenuto un mago, l'eroe si reca presso il Palazzo delle Nuvole per liberare i maghi prigionieri prima che vengano giustiziati, ma qui deve affrontare direttamente Satana che assume diverse forme terrene: prima una specie di minotauro, poi due Cypher e infine quattro Damien (entrambe creature alate).

## Modalità di gioco
Come in altri titoli della Dinamic, il gioco è diviso in due parti molto diverse, ed è possibile iniziare la partita direttamente dalla seconda, una volta ottenuta la password al completamento della prima.
Le versioni MSX e Spectrum sono monocromatiche nella visuale principale di entrambe le parti.

### Prima parte
Nella prima parte, simile al gioco arcade Black Tiger, si controlla un guerriero muscoloso a torso nudo in una serie di livelli con visuale di lato e scorrimento multidirezionale. Il guerriero può camminare su piattaforme orizzontali, saltare, abbassarsi, e aggrapparsi al volo a piloni di roccia verticali sospesi, lungo i quali si può poi arrampicare.
Si incontrano quattro tipi di mostri, che camminano o volano, e il guerriero gli può sparare proiettili magici in orizzontale, anche mentre è aggrappato a un pilone. Ogni nemico ucciso rilascia bonus semplici di solo punteggio oppure a volte power-up, tra i quali lo sparo triplo. Per ogni vita si ha una riserva di energia e un limite di tempo. Raggiunta l'uscita di ogni livello si affronta un Tam Lin come boss.

### Seconda parte
Nella seconda parte l'ambiente ha ancora visuale di lato e scorrimento multidirezionale, ma c'è un unico livello all'esterno del palazzo, con piattaforme e senza piloni verticali. Il personaggio è ora un mago con barba e tunica, armato di ascia bipenne e scudo, e l'obiettivo è sconfiggere tutti i nemici e salvare almeno uno dei sei prigionieri prima che vengano giustiziati.
I nemici, pochi e resistenti, sono le sette forme che assume Satana: distrutta la prima compaiono i due Cypher, che a loro volta si sdoppiano nei Damien. L'energia vitale di ciascuno dei sette è sempre visibile nel pannello informativo, assieme a un simbolo che indica se il mostro è attualmente in gioco e se sta trasportando un eventuale prigioniero. Questi ultimi infatti non sono direttamente raggiungibili dal giocatore, ma vengono prelevati dai nemici per portarli da un boia in perenne attesa, e si possono salvare uccidendo il mostro durante il trasporto.
In questa parte i power-up non vengono raccolti, ma si possono acquistare al negozio del mago Brownie, accessibile da una porta. All'inizio si ha a disposizione un po' di denaro e ne viene rilasciato altro da ogni nemico ucciso. Ci sono sette elementi acquistabili, alcuni attivabili e consumabili a richiesta tramite un menù di icone. Alcuni potenziamenti sono ad esempio la trasformazione dell'ascia in un'arma a lungo raggio, il teletrasporto, e un localizzatore di nemici che permette di inquadrarne la posizione attuale.